# Alejandro Villalvazo
Alejandro Villalvazo Bustos (Ciudad de México, 6 de agosto de 1972) es un periodista y conductor de radio y televisión mexicano. Es el presentador actual de los noticieros Hechos Meridiano de Azteca Noticias y Panorama Informativo en la estación de radio 88.9 Noticias, de Grupo ACIR.

## Biografía
Estudió la carrera de periodismo en la Facultad de Estudios Superiores Acatlán.
Trabajó en Televisa en programas como Eco, Notivisa, Testigo en Alerta, 24 Horas, En Contraste y Las Noticias por Adela. En el Grupo ACIR, en radio, participó en varios programas noticiosos y actualmente conduce Panorama Informativo.
En TV Azteca inició conduciendo la emisión de Info 7 Tarde, para Azteca Noticias. En marzo de 2008, fue el titular del noticiero Hechos AM, junto con su compañera Mónica Garza. En mayo de 2011 pasó a ser titular del noticiero Hechos Meridiano, junto a Gloria Pérez Jacome.
A lo largo de su carrera profesional, ha cubierto algunos acontecimientos importantes, tanto en México como en el extranjero, siendo galardonado con el Premio Nacional de Periodismo en el año de 1997.[cita requerida]

## Controversias
En septiembre de 2012 se volvió un Trending Topic en Twitter el hashtag #VillalvazoEsUnPendejo debido a declaraciones en contra de Gerardo Fernández Noroña realizadas en su programa televisivo y radiofónico. Villalvazo, conocido por ser conductor de TV Azteca, cuestionó al exdiputado respecto a la etiqueta #NoroñaEnemigoDeMéxico, haciendo referencias a las críticas que recibía el exlegislador.
La entrevista duró más de 20 minutos, al final cayeron en señalamientos personales y el conductor reiteró que se sumaba al hashtag #NoroñaEnemigoDeMéxico, mientras que el petista lo acusaba de estar contra el pueblo.
La entrevista causó que los tuiteros mexicanos respaldaran a Noroña y le dedicaran a Villalvazo el hashtag mencionado al principio de esta nota.^AE
También ha sido acusado por hechos de violencia familiar y por haber golpeado a un camarógrafo.